# Zacisze (powiat wolsztyński)
Zacisze – była osada leśna w Polsce, w województwie wielkopolskim, w powiecie wolsztyńskim, w gminie Wolsztyn. Osada zniesiona 1 stycznia 2018.
W latach 1975–1998 osada należała administracyjnie do województwa zielonogórskiego.